# ليمبيو، باراغواي
ليمبيو، باراغواي هي مديرية في باراغواي، تقع في الإدارة المركزية، بلغ عدد سكانها 140.991 نسمة وذلك حسب إحصائيات سنة 2018، تبلغ مساحتها 106 كيلومتر مربع.

## أعلام
- ديرليس أليغرا
- دانيلو أورتيز
- بنينو فيريرا
- ماريو سيزار راميريز
- أريستيديس روخاس